# 命中注定多個你
是一部2010年的美國浪漫喜劇電影，由葛瑞格·貝蘭提導演，主演是凱瑟琳·海格和佐舒·杜咸米爾。本片於2010年10月8日上映。

## 劇情
男女主角乃為一對夫婦的好友，但他們互相之間是冤家。他們兼任那對夫婦女兒蘇菲的教父與教母。某一夜他們收到警察局來電得知好友因車禍身亡，翌日收到律師通知他們已成為蘇菲的扶養人，兼承繼夫婦們原有的大屋，就這樣開始了一男一女一寶寶的新生活。

## 演員
- 凱瑟琳·海格 飾 Holly Berenson
- 佐舒·杜咸米爾 飾 Eric Messer
- 喬許·盧卡斯 飾 Sam
- 克莉絲汀娜·韓翠克絲 飾 Alison Novak
- 海耶斯·麥克阿瑟（英语：Hayes MacArthur） 飾 Peter Novak
- 德雷·戴維斯（英语：DeRay Davis） 飾 Lonnie
- 莎拉·伯恩斯（英语：Sarah Burns） 飾 Janine Groff
- 羅伯·許伯爾 飾 Ted
- 比爾·布羅斯特魯普（英语：Bill Brochtrup） 飾 Gary
- 安迪·巴克利（英语：Andy Buckley） 飾 George Dunn
- 安迪·達利 飾 Scott
- 瑪瓊卓·德菲羅（英语：Majandra Delfino） 飾 Jenna
- 雷吉·李 飾 Alan Burke
- 瑪莉莎·麥卡菲 飾 DeeDee
- 威爾·薩索 飾 Josh
- 潔西卡·聖·克萊兒（英语：Jessica St. Clair） 飾 Beth
- 庫梅爾·南賈尼 飾 Simon
- Alexis、Brynn和Brooke Clagget 飾 Sophie Christina Novak（嬰兒）